# Dayo Wong Chi-Wah
Dayo Wong Chi-Wah (5 september 1960) is een Hongkongs stand-upcomedian, filmacteur, scenarioschrijver en TVB-acteur.

## Werk

### Voorstellingen
- 娛樂圈血肉史 (1990)
- 色情家庭 (1992)
- 跟住去邊度 (1993)
- 末世財神[ (1994)
- 棟篤笑雙打之玩無可玩 (1995; met Cheung Tat-Ming)
- 秋前算帳 (1997)
- 殺出廚房 (1997)
- Free Men Show (1998; met Cheung Tat-Ming en Francis Ng)
- 拾下拾下拾年棟篤笑 (1999)
- Free Men Show 2 (2000; met Cheung Tat-Ming en Francis Ng)
- 男親女愛舞台劇 (2000)
- 冇炭用 (maart 2003)
- 兒童不宜 (oktober 2006)
- 越大鑊越快樂 (december 2007)

### Films
- The Magic Touch (1992)
- Two of a Kind (1993)
- Pink Bomb (1993)
- No. 1 3rd Ave (1993)
- Even Mountains Meet (1993)
- I've Got You, Babe!!! (1994)
- Mr. Sardine (1994)
- Long and Winding Road (1994)
- Oh! My Three Guys (1994)
- From Zero to Hero (1994)
- New Tenant (1994)
- Born Innocent (1994)
- Once in a Life Time (1995)
- Wind Beneath the Wings (1995)
- The Meaning of Life (1995)
- Spider Woman (1995)
- Thunderbolt (1995)
- Only Fools Fall in Love (1995)
- The Dan That Doesn't Exist (1995)
- Satan Returns (1996)
- Top Banana Club (1996)
- July 13th (1996)
- All of a Sudden (1996)
- Love and Sex Among the Ruins (1996)
- Big Bullet (1996)
- 24 Hrs Ghost Story (1997)
- Walk In (1997)
- Legend of the Wolf (1997)
- Those Were the Days (1997)
- Tamagotchi (1997)
- Love, Amoeba Style (1997)
- 97 Aces Go Places (1997)
- The Wedding Days (1997)
- My Dad Is a Jerk (1997)
- F*** /Off (1998)
- What Is a Good Teacher (2000)
- Don't Look Back or You'll Be Sorry (2000)
- Titanic (2000; nasynchronisatie)
- The Emperor's New Groove (2001; dub)
- Let's Sing Along (2001)
- Fighting to Survive (2002)
- Scooby Doo (2002; nasynchronisatie)
- Leave Me Alone (2004)
- Lethal Ninja (2006)
- Over the Hedge (2006; dub)
- Nothing Is Impossible (2006)
- House of Mahjong (2007)

### Televisieseries
- Justice Sung II (1999; 狀王宋世傑II)
- War of Genders (2000; 男親女愛)
- 非常公民 (2001)
- To Catch The Uncatchable (2004; 棟篤神探)
- Hail the Judge (2005)
- Adventure (2005; 大冒險家)
- 情愛保險 (2006; 迷離案中案, 睡龍神探之情愛保險)
- Men Don't Cry (2007; 奸人堅)

- Library of Congress Control Number: no2019061444
- MusicBrainz: e7aa6c5a-6213-453b-910b-2da9ede13754
- Virtual International Authority File: 9369155708729022580008